# Moreana
Moreana est une revue universitaire semestrielle à comité de lecture couvrant la recherche sur Thomas More, son milieu et ses écrits, ainsi que des questions plus larges pertinentes sur l'histoire, la littérature et la culture du XVIe siècle. La revue est publiée par Edinburgh University Press au nom d'Amici Thomae Mori (en anglais : Society of Friends of Thomas More), avec Travis Curtright (Ave Maria University) comme rédacteur en chef.

## Histoire
La revue est créée en 1962 sous les auspices de l'association Amici Thomae Mori, qui avait été fondée à Bruxelles l'année précédente. Le rédacteur en chef des vingt-cinq premières années a été Germain Marc'hadour (Université catholique de l'Ouest). La Dr. Marie-Claire Phélippeau lui a succédé à la Présidence et à l'animation de l'association.

## Résumé et indexation
La revue est résumée et indexée dans :   
- Bases de données EBSCO
- Indice de citation des sources émergentes[3]
- Base de données de l'Association des langues vivantes[4]
- Scopus[5]